# Тава (остров)
Тава, Плита (азерб. Tava adası) — остров в Каспийском море Бакинской бухте, средне-восточного побережья Азербайджана. Один из островов Бакинского архипелага.
Расположен в северной части Бакинского архипелага между островами Бёюк-Зиря и Даш-Зиря. Остров от берега расположен на расстоянии 6 км.